# Pippuhana calcar
Pippuhana calcar là một loài nhện trong họ Anyphaenidae.
Loài này thuộc chi Pippuhana. Pippuhana calcar được Elizabeth Bangs Bryant miêu tả năm 1931.